# ブルックリン・ブルワリー
ブルックリン・ブルワリー (Brooklyn Brewery) は、アメリカ合衆国ニューヨーク市ブルックリン区のブルワリー（ビール醸造所）。1988年に、スティーヴ・ヒンディ (Steve Hindy) とトム・ポッターが創業した。

## 歴史

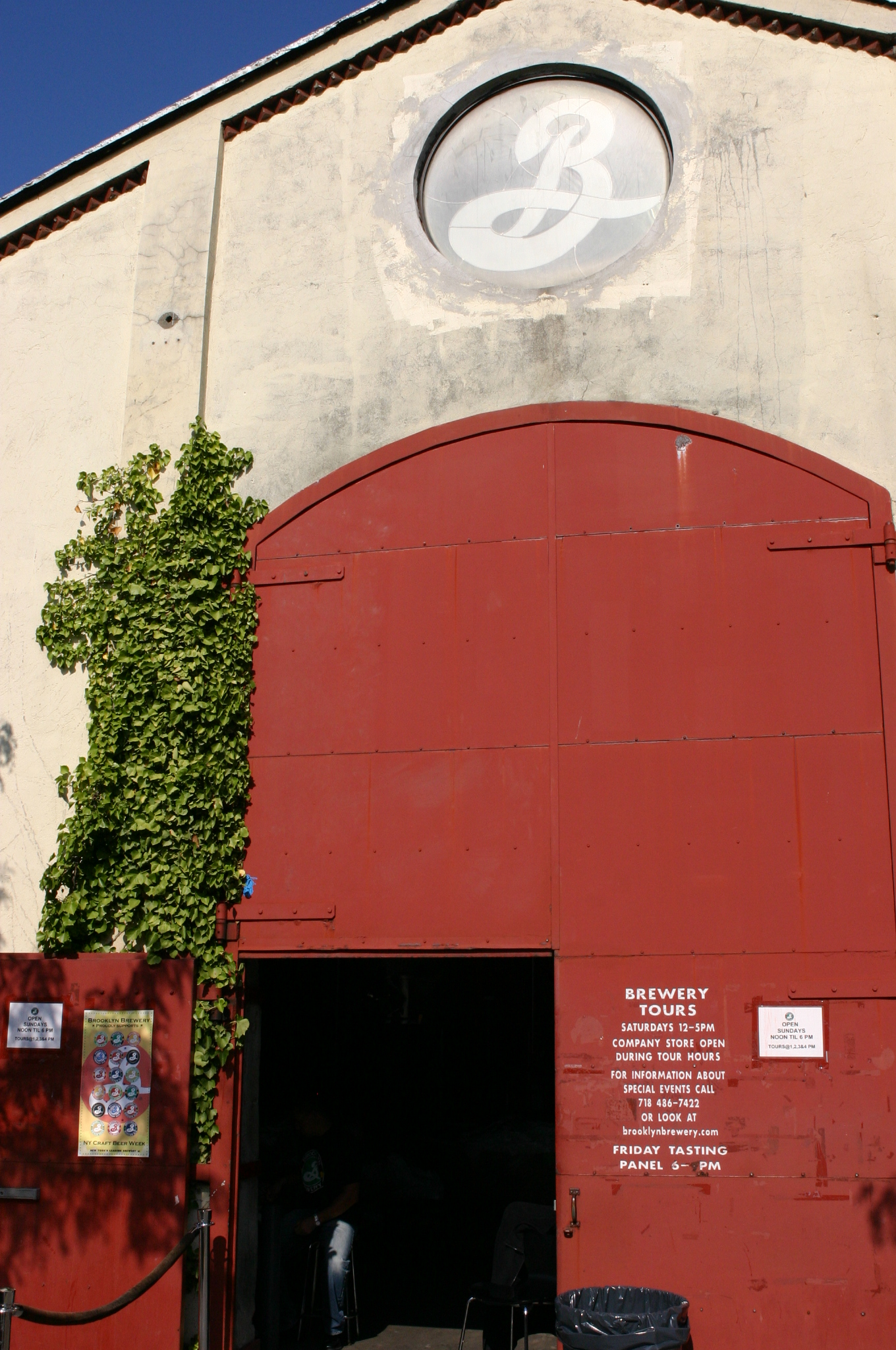

ヒンディは、6年間にわたって、サウジアラビアやクウェートなどの中東諸国に滞在していた間に、ビールの醸造法を学んだ。1984年に出身地のブルックリン区に戻ったヒンディは、同じ建物の階下に住んでいたパーク・スロープ出身のポッターとともに、それぞれの仕事を辞めて、このブルワリーを創業した。二人は、「アイ・ラブ・ニューヨーク」キャンペーンのロゴの創案で知られるグラフィックデザイナーのミルトン・グレイザ－を雇い、会社のロゴとアイデンティティを創らせた。グレイザ－は報酬として、会社の株式を受け取った。
創業当初、すべてのビールはマット・ブルーイング・カンパニーで契約生産され、創業者の二人は自前の販売会社を興し、自らニューヨーう周辺のバーや小売店に商品を運んで、市場を開拓した。1996年、元はマッツァー工場だったブルックリン区ウィリアムズバーグを手に入れ、これを改装して機能的なブルワリーとした。
ブルワリーは、このニューヨーク市内の施設の生産能力を高めようとしたが、初めのうちはウィリアムズバーグの生産能力に限界があって需要に追いつかず、瓶詰め工程の装置も欠いており、また契約生産の方がコスト面で有利であったため、ブルックリン・ラガー (Brooklyn Lager) と瓶ビールの全量を含む生産の大部分は、いわゆるアップステート・ニューヨークであるニューヨーク州中央部のユーティカにおける契約生産に委ねられていた。その後、ブルックリンにおける施設拡充が取り組まれたが、地区内に適切な場所を見いだすことは難しかった。しかし、やがて景気後退が生じ、2009年には650万ドルを投じて、ウィリアムズバーグにおいてブルワリーの規模を拡大することができた。
1994年以降は、ギャレット・オリヴァーが、ブルックリン・ブルワリーの醸造主任 (brewmaster) を務めている。オリヴァーは、1989年に徒弟としてマンハッタン・ブルーイング・カンパニー・オブ・ニューヨークに入って修業し、1993年にはその醸造主任になった。2003年に、オリヴァーは著書『The Brewmaster's Table: Discovering the Pleasures of Real Beer with Real Food』を出版している。彼はまた、グレート・アメリカン・ビア・フェスティバルの審査員を11年間にわたって務めた。
2004年以降、11年間にわたって販売数量が年平均18％もの急成長を遂げ、輸出量も増えてクラフトビールとしては屈指の規模となった。
2016年、ウィリアムズバーグの施設の地主であるヨール・ゴールドマンが、地価の高騰に見合った賃料を設定できないことを理由に、借地契約の更新を拒んで土地を売却するとしたため、ブルワリーは、ウィリアムズバーグで行なっていた特別なビールの生産を移転せざるを得ないと公表した。ブルワリーは、ユーティカにある主力工場を移転させ、7000万ドルを投じて20万平方フィート（2ha弱）の新たな施設をスタテンアイランドに新設すると発表した。
2016年10月、日本の麒麟麦酒（キリンビール）が資本提携し、ブルックリン・ブルワリーの 24.5%を所有する株主となり、両者が協力して日本やブラジルでブルックリン・ブランドの商品の販売に当たることが発表された。その後2017年2月に同社との合弁会社「ブルックリンブルワリー・ジャパン」を設立。

## Beer School
ヒンディとポッターは、2006年に、共著書『Beer School: Bottling Success At The Brooklyn Brewery』をジョン・ワイリー・アンド・サンズから出版した。この本は、起業とビール醸造の両方のガイドであり、二人がブルックリン・ブルワリーを作り上げてきた回想録ともなっている。『Beer School』は、チームの作り方から、ゲリラ・マーケティング、パブリシティなどにも言及しており、ブルワリーの歴史に沿って、個々のテーマを中心に各章が綴られている。この本は、ヒンディとポッターの視点から語られており、多くの批評家たちから好評を得た。

## 栄誉
『エスクァイア』誌は2012年2月号の記事で、ブルックリン・ラガー16オンスを「今飲むべき最高の缶ビール (Best Canned Beers to Drink Now)」として取り上げた。

## ビール

### 年間を通して生産する商品
- Brooklyn Lager - 5.2% アメリカン・アンバー・ラガー (American Amber Lager)
- Brooklyn American Ale - 4.5% アメリカン・ペール・エール (American Pale Ale)
- Brooklyn Brown Ale - 5.6% アメリカン・ブラウン・エール (American Brown Ale)
- East India Pale Ale - 6.9% インディア・ペール・エール (India Pale Ale)
- Brooklyn Pilsner - 5.1% ドイツ式ピルスナー (German-Style Pilsner)
- Brooklyn Defender IPA - 6.7% レッドIPA (Red IPA)
- Hecla Iron Ale - 3.4% ダーク・エール (Dark Ale) - 海外向けのみ
- Brooklyn Blast! - 8.4% ダブルIPA (Double IPA)
- Brooklyn Greenmarket Wheat - 5% ヴァイス (Weisse Brewed) - ニューヨーク州産の小麦、麦芽、ホップで製造
- Scorcher IPA - 4.5% セッションIPA (Session IPA)
- Brooklyn Brewery 1/2 Ale - 3.4% ホッピー・セッション・セゾン (Hoppy Session Saison)
- Local 1 - 9% 瓶入り再発酵ゴールド・エール (bottle refermentation gold ale)
- Local 2 - 9% 瓶入り再発酵ダーク・アベイ・エール (bottle refermentation Dark Abbey Ale)
- Sorachi Ace - 7.6% ファームハウス・セゾン (Farmhouse Saison) - イギリスの「Brewer's Gold」、日本の「Beikei No. 2」、チェコの「Saaz」の3種類のホップをブレンドして使用

### 季節商品
- Black Chocolate Stout
- Brooklyn Winter Ale
- Monster Ale
- Brooklyn Dry Irish Stout
- Brooklyn Summer Ale
- Brooklyn Oktoberfest
- Post Road Pumpkin Ale
- Brooklyn Black Ops

ブルックリン・ブルワリーが生産するビールの例
- Brooklyn Lager
- Brooklyn East India Pale Ale